# Валдек (град)
Вижте пояснителната страница за други значения на Валдек.
Валдек (на немски: Waldeck) е малък град в Северен Хесен, Германия, с 6758 жители (2015). Намира се на езерото Едерзе на около 30 км запад-югозападно от град Касел. Известен е с двореца Валдек.